# Islam europeo
Islam europeo o Euroislam è un neologismo che indica la possibile emergenza di un Islam in Europa, definito sia per la sua vicinanza alle culture europee contemporanee - affini ai diritti umani, stato di diritto, la democrazia e l'uguaglianza di genere - dando vita a una branca religiosa moderata e liberale, sia per la sua collocazione geografica nei paesi europei. La questione dell'islam europeo nasce dalle trasformazioni che l'Europa ha vissuto negli ultimi decenni in relazione con i fenomeni migratori e dall'adozione delle nuove generazioni di musulmani nati in Europa di nuovi modi di essere Europei e musulmani.
Non si tratta quindi solamente dell'islam “liberale” espresso da figure di spicco, dal momento che movimenti islamisti o fondamentalisti sono attualmente presenti in Europa (a seconda dei casi da circa venti o quaranta anni) anche se una loro significativa visibilità è piuttosto recente in concomitanza di una crescente fase espansiva di reislamizzazione e di neoislamizzazione.
Molte voci e molti percorsi rappresentano l'identità e le traiettorie di un possibile islam europeo che rimane ancora una realtà in divenire.

## Dibattito accademico
Due visioni diverse che emanano da pensatori musulmani europei dominano il dibattito attorno al termine "Islam europeo". Esso è stato introdotto nel 1992 dal politologo tedesco di origine siriana Bassam Tibi e successivamente adottato dallo scrittore Ṭāriq Ramaḍān nel 1999. Mentre Tibi sostiene la tesi dell'europeizzazione dell'islam Ramadan propone una nuova controcultura musulmana in Europa.
Negli ultimi anni, la ricerca sulle comunità musulmane in Europa si è spostato dallo studio delle questioni di lavoro e di politiche sociali alle questioni di 'religione', 'identità' e 'cultura'. In particolare, si è registrato un crescente interesse per la possibile nascita di uno specifico 'Islam europeo'.

### Bassam Tibi
Euroislam è un neologismo introdotto dal politologo Bassam Tibi nel 1992. Il termine riflette un concetto relativo all'integrazione dei musulmani in quanto cittadini europei, assumendo spesso un'interpretazione liberale e progressista basata sull'idea di europeizzazione dell'Islam. Lo stesso Bassam Tibi si dissocia dagli islamisti (sostenitori dell'islam politico), che rifiutano questa sua visione e parla della necessità di musulmani a diventare "cittadini europei di cuore". Tibi sostiene che l'islam europeo significa l'accettazione della Separazione tra Stato e Chiesa, nonché una piena adozione dei valori europei. Bassam Tibi considera inoltre la ghettizzazione dei musulmani come un grande potenziale di conflitto. Pertanto, l'islam Europeo presenta per Tibi una via di uscita dell'etnicizzazione della questione delle migrazioni musulmane in Europa e un'alternativa democratica alla cosiddetta "etnicità della paura".

### Tariq Ramadan
Tariq Ramadan nel suo libro "Essere un musulmano europeo" (1999) chiama alla creazione di una nuova identità europeo-islamica. Ramadan chiama alla partecipazione dei musulmani alla vita sociale e culturale in conformazione sia con la cultura europea sia con l'etica musulmana e afferma che i musulmani dovrebbero dissociarsi dall'Arabia Saudita e dal terrorismo. Pensa inoltre che i musulmani europei "devono separare i principi islamici dalle loro culture d'origine e ancorarle nella realtà culturale dell'Europa occidentale". Inoltre, Ramadan dice che "gli europei devono anche cominciare a considerare l'Islam come una religione europea."

### Maria Luisa Maniscalco
La sociologa Maria Luisa Maniscalco nel suo libro "Islam Europeo. Sociologia di un incontro" considera che in un processo di “europeizzazione” dei musulmani e di “islamizzazione” dell'Europa le direzioni del cambiamento sono diversificate. Mentre diritto di famiglia, condizione della donna, libertà religiosa, giustizia sociale e norme penali rappresentano ancora zone di alta controversia all'interno dell'islam, in Europa e altrove, come nel confronto con le società europee, tentativi di islamizzare la modernità compiuti sul territorio europeo e in dialogo con l'Europa esprimono creatività e capacità di innovazione. Secondo Maniscalco quando diversi segmenti del mondo musulmano europeo si proporranno e agiranno come “minoranze attive”, in grado cioè di assumere la leadership e imprimere un nuovo slancio in direzione di un incontro dinamico e positivo non sarà di poco conto per il futuro dell'Europa.

### Xavier Bougarel
Xavier Bougarel, ricercatore presso il CNRS nell'ambito degli Studi turchi, ottomani, balcanici e centroasiatici, ritiene che i musulmani balcanici potranno giocare un ruolo importante nell'evoluzione dell'Islam in Europa e verso lo sviluppo di un Islam europeo. In modo particolare con il possibile allargamento dell'Unione europea verso i Balcani, circa otto milioni di musulmani potrebbero diventare cittadini dell'Unione europea, raddoppiando il numero di musulmani dell'attuale blocco dei 28. Bougarel esplora l'islam balcanico che è spesso denominato “islam europeo” perché portato da popolazioni autoctone e largamente secolarizzate in opposizione con “un islam non europeo” che incarnerebbero non solo i paesi a maggioranza musulmana ma anche le popolazioni musulmane di recente presenza nell'Europa occidentale. Xavier Bougarel propone di sostituire a queste visioni culturaliste una vera comparazione con maggiori sfumature sulle realtà dell'islam in Europa occidentale e balcanica.

### Jørgen S. Nielsen
Jørgen S. Nielsen, professore di studi islamici presso l'Università di Copenhagen afferma che 'europeizzare' l'Islam "richiede cambiamenti nelle relazioni tra i sessi, nei rapporti tra genitori e figli, cambiamenti significativi negli
atteggiamenti verso persone di altre religioni, e negli atteggiamenti verso lo Stato." Nielsen ritiene che questo sta accadendo in Europa: se solo una minoranza dei musulmani europei hanno assimilato completamente la cultura secolare europea, "la maggioranza continuano ad aderire alla loro religione, separandola dalla tradizione culturale e conformandola in una nuova cultura." Nielsen sostiene inoltre che la nascita di un islam europeo non è solo legata alle comunità musulmane in Europa, ma anche alle strutture ereditate dalla società europea e dallo Stato.

## Proposta della Commissione Europea
A seguito del fallito attentato di Glasgow e delle autovetture esplose a Londra, la Commissione europea ha avviato nel 2007 un programma da attuare in tutti i paesi europei con una consistente comunità islamica per la creazione di un "Islam europeo" al fine di sopprimere la nascita di correnti radicali ed estremiste anche nell'UE.
Secondo molti studiosi europei contemporanei e islamisti, prima di avviarsi alla nascita di un Islam europeo, si dovrebbe pensare all'adeguamento dei sinora falliti programmi di multiculturalismo e assimilazione culturale, puntare sulle nuove generazioni di immigrati, accettare il fatto che l'Islam è una nuova religione d'Europa da affiancare al Cristianesimo, e allargare la comunità europea agli interi Balcani dove consiste una forte presenza musulmana, che essendo presente da secoli nel territorio sarebbe la svolta verso la nascita dell'Islam europeo.
Tra le personalità politiche interessate all'argomento si citano il ministro Franco Frattini, che ha perseguito un personale sondaggio in tutti i paesi della comunità europea, e Nicolas Sarkozy, già fautore dell'Unione Mediterranea.